# Věžnice (district de Jihlava)
Pour les articles homonymes, voir Věžnice.
Věžnice (en allemand : Wieznitz, de 1939 à 1945 : Wesenz) est une commune du district de Jihlava, dans la région de Vysočina, en République tchèque. Sa population s'élevait à 154 habitants en 2024.

## Géographie
Věžnice se trouve à 13 km à l'est de Jihlava et à 121 km au sud-est de Prague.
La commune est limitée par Nadějov au nord, par Kamenice à l'est et au sud, et par Vysoké Studnice et Rybné à l'ouest.

## Histoire
La première mention écrite de la localité date de 1509.

## Transports
Par la route, Věžnice se trouve à 10,5 km de Polná, à 16 km de Jihlava et à 136 km de Prague.